# Carlo Mazzacurati
Carlo Mazzacurati (Pàdua, 2 de març de 1956 - 22 de gener de 2014) va ser un guionista i director de cinema italià.

## Biografia
Primer dels cinc fills de l'enginyer Giovanni Mazzacurati (director del Consorzio Venezia Nuova del 1983 al 2005), es va dedicar a les arts teatrals des de petit, amb nombroses aprovacions; d'aquí la seva cita "A la vida tots hauríem d'actuar una mica. El teatre trenca motlles, el cinema està capgirant la realitat". A la Universitat de Bolonya als setanta va ser un dels primers estudiants del curs de grau a DAMS. Va ser l'animador del cineclub paduà Cinema Uno. juntament amb Piero Tortolina. El 1979 gràcies a una herència va fer una pel·lícula en 16 mil·límetres, Vagabondi, que el 1983 va guanyar el premi de distribució que va oferir Gaumont al festival milanès Filmmaker Doc. Però la posterior desmobilització de la distribuïdora impedeix que la pel·lícula arribi a les sales. Després es va traslladar a Roma, on va treballar en els guions d'algunes emissions de televisió i el 1985 va escriure el guió de Notte italiana juntament amb Franco Bernini que, amb Marco Messeri (que esdevindria el seu actor fetitxe) protagonista i Nanni Moretti productor, va transformar en una pel·lícula el 1987.
Dos anys més tard va ser Il prete bello, basat en la novel·la homònima de Goffredo Parise i ambientada a Vicenza. Col·labora en el guió de Marrakech Express (finalista del Premi Solinas) juntament amb Gabriele Salvatores, Fracchia contro Dracula de Neri Parenti i Domani accadrà de Daniele Luchetti. Rep el Lleó d'Argent al millor director el 1994 amb la pel·lícula Il toro, protagonitzada per Diego Abatantuono. Va interpretar petits papers en quatre pel·lícules de Nanni Moretti (Palombella rossa el 1989, Caro diario el 1994, Il grido d'angoscia dell'uccello predatore (20 tagli d'Aprile) el 2001 i Il caimano el 2006). Realifza L'estate di Davide (1998) i La lingua del santo (2000), així com els documentals de la sèrie Ritratti sobre Mario Rigoni Stern, Andrea Zanzotto i Luigi Meneghello amb entrevistes de Marco Paolini. El 2006 va fer un petit paper a Zeldman de Cosimo Messeri.
El 2007 va rodar La giusta distanza protagonitzada per Valentina Lodovini. El 2009 va co-produir amb Angelo Barbagallo i Edoardo Scarantino el documental The One Man Beatles de Cosimo Messeri, en concurs a la IV edició de la Festa del Cinema di Roma i candidat al David di Donatello 2010 com a millor documental. El 2010 dirigeix Silvio Orlando a La passione. Sempre el 2010 roda el documental Sei Venezia, amb sis històries dedicades a sis personatges venecians. El desembre de 2011 fou nomenat primer president de la nova Fondazione Cineteca di Bologna. El 2012 realitza Medici con l'Africa, documental rodat a Moçambic que relata l'activitat dels voluntaris de Medici con l'Africa Cuamm, la major organització italiana per a la protecció de la salut de Poblacions africanes. El 20 de novembre de 2013 va rebre el Gran Premi de Torí per la seva carrera.
A Torí, dins del Festival de Cinema de Torí, presenta la seva darrera pel·lícula La sedia della felicità, als cinemes a la primavera de 2014 i interpretada per Isabella Ragonese i Valerio Mastandrea. És una pel·lícula rodada al Vèneto (zona dels turons Euganei) i Trentino i produïda per Angelo Barbagallo. Va morir als 57 anys el 22 de gener de 2014 a l'hospital de Pàdua, per complicacions del càncer de pàncrees. La capella ardent es va constituir el 25 de gener a Pàdua a la seu de Medici con l’Àfrica Cuamm.

## Privadesa
Estava casat amb Marina Zangirolami, amb qui va tenir una filla.

## Premis i reconeixements
- 1988 - Ciak d'oro a la millor opera prima per Notte italiana[7]
- 1988 - Nastro d'Argento a la millor direcció novell per Notte italiana
- 1994 - Lleó d'Argent al millor director alla 51a Mostra Internacional de Cinema de Venècia per Il toro
- 1999 - Premi Children and Cinema Menció especial a la 56a Mostra Internacional de Cinema de Venècia per Ritratti: Mario Rigoni Stern
- 2008 - Nastro d'Argento al millor argument per La giusta distanza
- 2009 – Premi del jurat jove al Bastia Italian Film Festival per La giusta distanza
- 2013 - Gran Premi de la ciutat de Torí al Festival Internacional de Cinema Jove de Torí
- 2014 - Nastro d'argento dell'anno per La sedia della felicità (pòstum)
- 2014 – David di Donatello especial (pòstum)

## Filmografia

### Director

#### Llargmetratge
- Vagabondi (1983) – Rodat en 16 mm.
- Notte italiana (1987)
- Il prete bello (1989)
- Un'altra vita (1992)
- L'unico paese al mondo (1994)
- Il toro (1994)
- Vesna va veloce (1996)
- L'estate di Davide (1998)
- La lingua del santo (2000)
- A cavallo della tigre (2002)
- L'amore ritrovato (2004)
- La giusta distanza (2007)
- La passione (2010)
- La sedia della felicità (2013)

#### Documentals
- Ritratti: Mario Rigoni Stern (1999)
- Ritratti: Andrea Zanzotto (2000)
- Ritratti: Luigi Meneghello (2002)
- Sei Venezia (2010)
- Medici con l'Africa (2012)

#### Videoclip
- Lusitania, d'Ivano Fossati (1990)

### Guionista
- Vagabondi (1980)
- L'albero dei diamanti (1984)
- Fracchia contro Dracula (1985)
- Notte italiana (1988)
- Domani accadrà (1989)
- Il prete bello (1989)
- Marrakech Express (1989)
- Un'altra vita (1992)
- Il toro (1994)
- Vesna va veloce (1996)
- L'estate di Davide (1998)
- Ritratti: Mario Rigoni Stern (2000) - Documental
- Ritratti: Andrea Zanzotto (2000)
- La lingua del santo (2000)
- Ritratti: Luigi Meneghello (2002) - Documental
- A cavallo della tigre (2002)
- L'amore ritrovato (2004)
- La giusta distanza (2007)
- La passione (2010)
- Sei Venezia (2010) - Documental

### Actor
- Palombella rossa, dirigida per Nanni Moretti (1989)
- Caro diario, dirigida per Nanni Moretti (1994)
- Il grido d'angoscia dell'uccello predatore, dirigida per Nanni Moretti (2001) - curtmetratge
- Il ponte, dirigida per Stefano Missio (2005)
- Mattotti, dirigida per Renato Chiocca (2006) - documental
- Zeldman, dirigida per Cosimo Messeri (2006)
- Il caimano, dirigida per Nanni Moretti (2006)

### Productor
- The One Man Beatles, dirigida per Cosimo Messeri (2009)